# Universidade Paris Cité
Universidade de Paris (em francês:  Université Paris Cité) é uma universidade pública de pesquisa em Paris, França, estabelecida com o nome atual pela fusão em 2019 entre a Universidade Paris Descartes (Paris V) e a Universidade Denis Diderot (Paris VII).
Tem sido considerada a sucessora da histórica Universidade de Paris (para oposição à nova, Universidade Clássica de Paris), já que duas de suas componentes, a Paris Descartes (Paris V) e Denis Diderot (Paris VII), haviam sido estabelecidas justamente após a divisão da tradicional Clássica de Paris em 1970.

## Estrutura
A Universidade de Paris possui três faculdades:
- Faculdade de Saúde (la Faculté de Santé)
- Faculdade de Sociedade e Ciências Humanas (la Faculté des Sociétés et Humanités)
- Faculdade de Ciências (la Faculté des Sciences)

## Classificações
No nível internacional, de acordo com o ranking de Xangai 2021 – 12ª universidade mundial em ciências da Terra. – 21ª universidade mundial em produtos farmacêuticos. 22ª universidade mundial de matemática. 24ª universidade mundial de física. 37ª universidade mundial em biologia humana. 41ª universidade mundial em medicina clínica. 47ª universidade mundial de odontologia.